# Лунаки
Лунаки (на гръцки: Λουνάκι) е планина в северозападната част на Гърция.

## Описание
Лунаки е дълга, тясна планина, разположена в северната част на Трикалско и в южната на Гревенско. Част е от Северен Пинд и Хасия. Отделена е от основната част на Хасия с голямата долина на Ксиропотамос, а от планината Макровуни в Гревенско е отделена от реката Сюца, приток на Венетикос. На изток долината на Триандафило, приток на Мургани (Йонос), я отделя от Старба (Корифи).
Скалите на планината са конгломерати и пясъчници.
Изкачването до върха може да стане от селището Агиофило (Велемищи, 600 m).
| Име                       | Име                             | Височина | Местоположение             |
| ------------------------- | ------------------------------- | -------- | -------------------------- |
| Лунаки                    | Λουνάκι                         | 813 m    | СЗ над Агиофило (Велемищи) |
| Вулгари                   | Βούλγαρη, Βούλγαρι              | 800 m    | в С част                   |
| Палюрия                   | Παλιούρια                       | 636 m    | ЮЗ от Агиофило (Велемищи)  |
| Цума Басбани, Цума Лимнис | Τσούμα Μπασμπάνη, Τσούμα Λίμνης | 742 m    | в централната част         |